# Joseph Fuchs (Musiker)
Joseph Fuchs (* 26. April 1899 in New York City; † 14. März 1997 ebd.) war ein US-amerikanischer Geiger und Musikpädagoge.

## Leben
Der Bruder der Bratschistin Lillian Fuchs und des Cellisten Harry Fuchs erhielt seinen ersten Unterricht von seinem Vater, der ein fähiger Amateurmusiker war. Er studierte dann am Institute of Musical Art  bei Louis Svećenski, der Bratschist des Kneisel Quartet war, und schließlich bei Franz Kneisel selbst.
Nach dem Abschluss seiner Ausbildung unternahm Fuchs 1919 eine Europatournee, bei der er Ferruccio Busoni kennenlernte und das Violinkonzert von Johannes Brahms in Frankfurt, München und Berlin aufführte. Im Folgejahr debütierte er erfolgreich in der New Yorker Aeolian Hall. 1926 wurde er Konzertmeister des Cleveland Orchestra und Leiter des Cleveland Quartet. 
1941 übernahm Fuchs von Oscar Shumsky die Leitung des Primrose Quartet, die er bis zu dessen Auflösung 1943 innehatte. Im Jahr 1945 spielte er die Uraufführung von Nikolai Lopatnikoffs Violinkonzert, zur gleichen Zeit spielte er erstmals mit seiner Schwester Lillian Mozarts Sinfonia concertante, die sie häufig bei späteren gemeinsamen Konzerten aufführten. Mit William Kroll gründete er 1947 die Musician's Guild, die beim Eröffnungskonzert Bohuslav Martinůs Streichsextett und im Folgejahr die Uraufführung von dessen Three Madrigals spielte. Daneben wurden in elf Spielzeiten u. a. Werke von Ben Weber, Mario Peragallo und Walter Piston aufgeführt. 
Von 1946 bis zu seinem Tod war Fuchs Professor an der Juilliard School, außerdem unterrichtete er von 1953 bis 1959 an der Yale University. 1959 gründete er mit Marianne Kneisel und Artur Balsam die Sommer-Kammermusikschule Kneisel Hall in Blue Hill, Maine, 1981 ein Institut für Kammermusik an der Alfred University in Alfred, New York, das er bis 1994 leitete. 